# Hebsur, Hubli
Hebsur là một làng thuộc tehsil Hubli, huyện Dharwad, bang Karnataka, Ấn Độ.